# Pittsfield, Illinois
Pittsfield är en stad i Pike County i delstaten Illinois, USA. Pittsfield är administrativ huvudort (county seat) i Pike County. Invånarantalet uppgick till 4 211 personer år 2000. Den har enligt United States Census Bureau en area på 9 km².